# Kozai Yoshinao

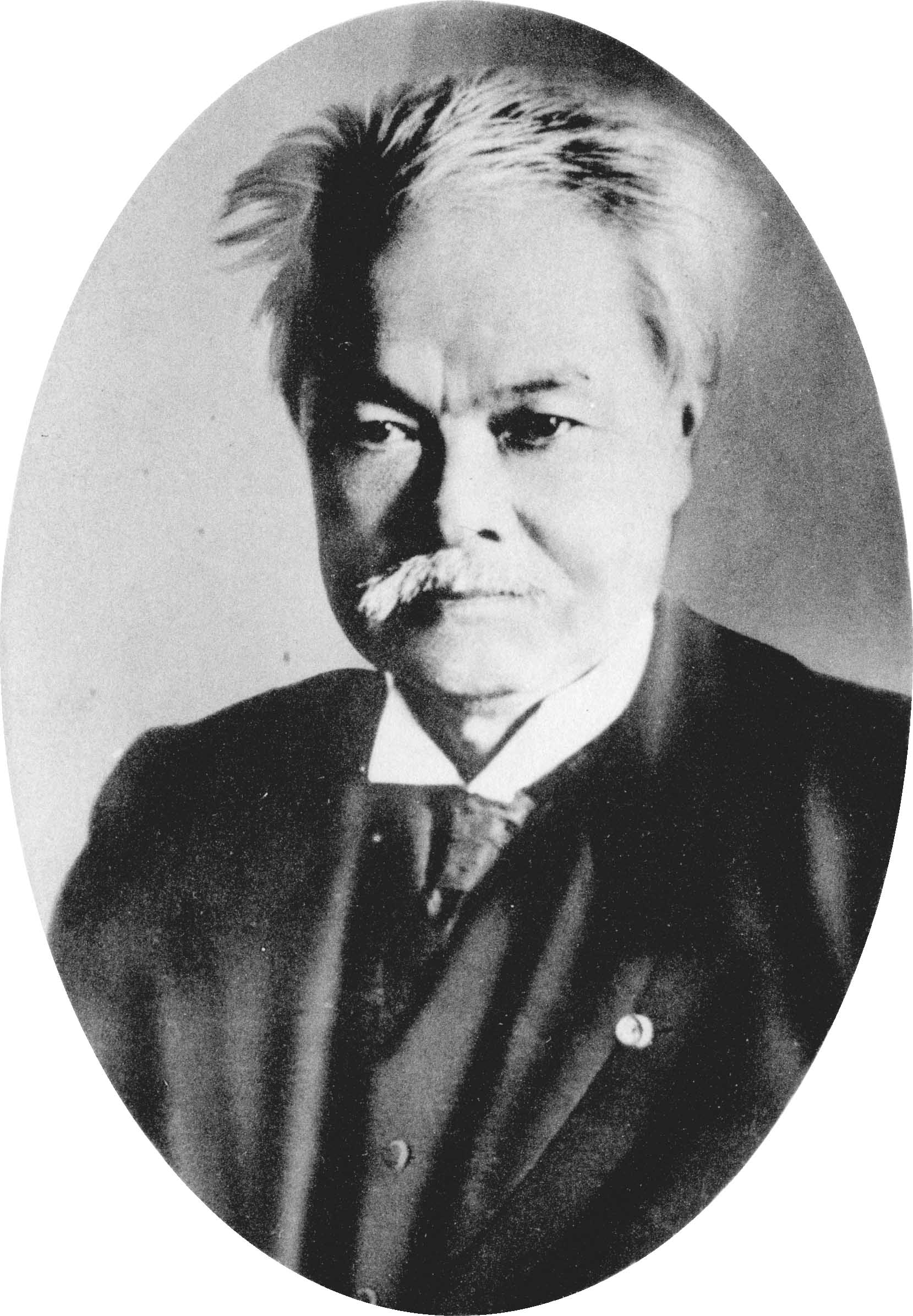
Kozai Yoshinao

Kozai Yoshinao (japanisch 古在 由直; geboren 17. Januar 1865 in Kyōto (Provinz Yamashiro); gestorben 18. Juni 1934) war ein japanischer Agrarchemiker.

## Leben und Wirken
Kozai Yoshinao verlor im Alter von 12 Jahren seinen Vater Yanagishita Senzō (柳下 仙蔵) und wurde von der mütterlichen Familie Kozai adoptiert. 1881 trat er in die „Komaba Agricultural School“ (駒場農学校, Komaba nōgakkō) in Tokio ein und studierte unter Oskar Kellner (1851–1911), der dort als O-yatoi gaikokujin wirkte. 1886 absolvierte er die Abteilung für landwirtschaftliche Chemie an derselben Schule, Im selben Jahr fusionierte die Schule mit der „Tokyo Forestry School“ (東京山林学校, Tōkyō sanrin gakkō) und wurde in „Tokyo Agriculture and Forestry School“ (東京農林学校, Tōkyō nōrin gakkō) umbenannt, wo er Assistenzprofessor und dann Professor wurde. Als die Schule 1890 weiter in „Kaiserliche Landwirtschaftshochschule“ (帝国大学農科大学, Teikoku daigaku nōka daigaku), eine Vorläufereinrichtung der Universität Tokio, umbenannt wurde, wurde er Assistenzprofessor an derselben Universität.
1892 heiratete Kozai die Schriftstellerin Shimizu Shikin. 1895 ging er nach Deutschland, um an der Universität Leipzig Agrarchemie zu studieren. 1900 kehrte er nach Japan zurück und wurde Professor am Fakultät für Landwirtschaft der Universität Tokio. 1905 war er gleichzeitig Ingenieur und Direktor der „Versuchsanstalt für Landwirtschaft“ (農事試験場技師, Nōji shikenjō), 1911 Dekan der Fakultät für Landwirtschaft und von 1920 bis 1928 Präsident der Universität.
Kozais agrarchemische Forschung umfasst die Biochemie des Tees, die Wirksamkeit verschiedener Düngemittel im Reis- und Hochlandanbau, die Bodenverarmung und Bodenfruchtbarkeit, die Notwendigkeit von Phosphatdünger und die Notwendigkeit der Reinkultur von Hefe beim Sake-Brauen. Er führte bahnbrechende Forschungen zu Agrarthemen durch, die zu der Zeit noch nicht bearbeitet waren. Nach dem Großen Kantō-Erdbeben 1923 arbeitete er daran, die stark zerstörte Universität wiederherzustellen. Im Fall der vom Ashio-Kupferbergwerk ausgehenden Verschmutzung untersuchte er auf Anfrage von Landwirten den Boden des Watarase-Flussbeckens und stellte das Vorhandensein von Kupfer fest. Er konnte damit die Forderungen nach Entschädigung der Landwirte wirkungsvoll unterstützen.